# Mauro Cía
Gualberto Mauro Cía Montañero (* 3. Juli 1919 in Buenos Aires; † 3. Januar 1990 ebenda) war ein argentinischer Boxer im Halbschwergewicht und Filmschauspieler. Er nahm an den Olympischen Spielen 1948 in London teil.
Im Alter von 29 Jahren qualifizierte sich Cia, der bei der argentinischen Bundespolizei angestellt war, für die Olympischen Sommerspiele 1948 in London. Für den Kampf um den dritten Platz wollten ihn seine Trainer nicht antreten lassen, da er durch Verletzungen an den Augenbrauen und an der rechten Hand angeschlagen war.
Nach dem olympischen Boxturnier hatte Cía kein Interesse Profiboxer zu werden. Er zog sich zurück um sich um seine kranke Mutter zu kümmern und wurde Sparringspartner von Archie Moore. Nach einer kurzen Schauspielerkarriere in Boxfilmen versuchte er sich vergeblich für die Olympischen Sommerspiele 1956 zu qualifizieren.

## Ergebnisse bei den Olympischen Spielen 1948
- 1. Runde: Sieger nach Punkten gegen Hennie Quentemejer (Niederlande)
- 2. Runde: Sieger gegen Felipe Posse (Uruguay) in der dritten Runde durch Disqualifikation
- Viertelfinale: Sieger nach Punkten gegen Franciszek Szymura (Polen) nach Punkten
- Semifinale: Niederlage gegen George Hunter (Südafrika) nach Punkten
- Kampf um Bronze: Sieg gegen Adrian Holmes (Australien) durch Abbruch (RSC, Referee stopped contest) in der 3. Runde.

## Filmografie
- 1949: Su última pelea
- 1949: Diez segundos
- 1952: Nace un campeó

## Weblink
- Mauro Cía in der Datenbank von Olympedia.org (englisch), abgerufen am 9. Juli 2022.

| Personendaten    | Personendaten                                       |
| ---------------- | --------------------------------------------------- |
| NAME             | Cía, Mauro                                          |
| ALTERNATIVNAMEN  | Cía Montañero, Gualberto Mauro (vollständiger Name) |
| KURZBESCHREIBUNG | argentinischer Boxer und Filmschauspieler           |
| GEBURTSDATUM     | 3. Juli 1919                                        |
| GEBURTSORT       | Buenos Aires, Argentinien                           |
| STERBEDATUM      | 3. Januar 1990                                      |
| STERBEORT        | Buenos Aires, Argentinien                           |